# Oeceoclades cordylinophylla
Oeceoclades cordylinophylla är en orkidéart som först beskrevs av Heinrich Gustav Reichenbach, och fick sitt nu gällande namn av Leslie Andrew Garay och Peter Geoffrey Taylor. Oeceoclades cordylinophylla ingår i släktet Oeceoclades och familjen orkidéer. Inga underarter finns listade i Catalogue of Life.